# Òpera contemporània

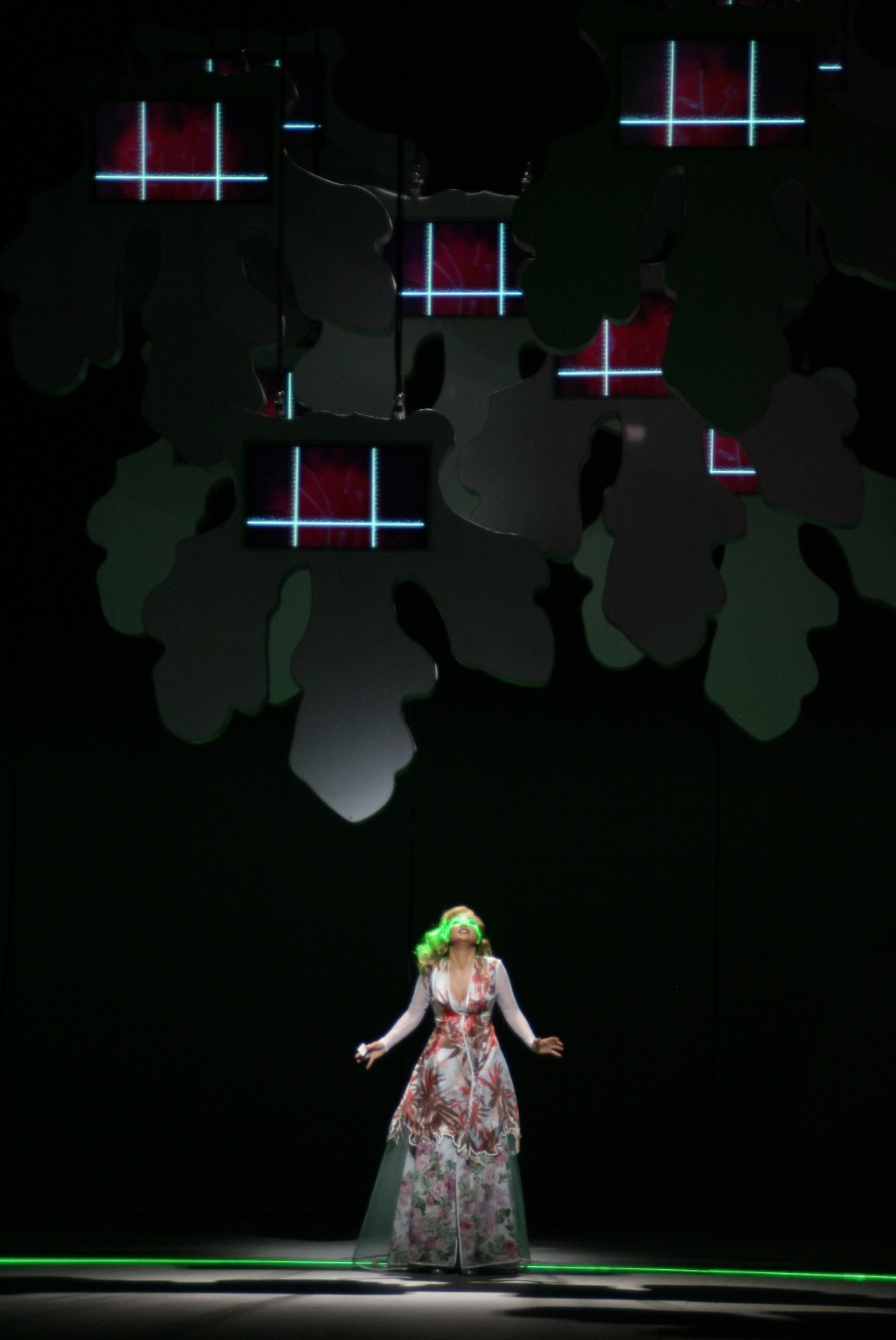
L'arbore di Diana, 2009

L'òpera contemporània és l'òpera de la segona meitat del segle xx, especialment a partir dels anys 60, i del segle xxi. L'òpera, com la resta d'arts escèniques i les arts plàstiques, va viure una sèrie d'innovacions que suposen un trencament amb l'estil realista anterior i que l'inscriuen dintre de l'art contemporani.
Hi destaca la seva reteatralització, una escenificació que justifiqui l'òpera com a espectacle, que ha de competir amb la perfecció sonora dels sistemes de reproducció digitals actuals. El repertori operístic doncs ha estat convertit en un llenguatge viu i els nous coliseus mostren als seus escenaris les darreres troballes escenogràfiques i tecnològiques. La seva posada en escena, pel fet de ser un gènere que mou grans quantitats de diners, permet una major experimentació escènica, resultant així un important mitjà de renovació pel món de les arts escèniques en general.
Alguns renovadors de l'òpera provenen del món del cinema o del teatre, és el cas per exemple d'Ingmar Bergman, que ha treballat el repertori mozartià; Patrice Chéreau, interessat per Wagner i la seva mitologia; i Peter Sellars, que ha desconstruït les obres i afegit comentaris d'actualitat, acostant l'òpera al present i a problemàtiques contemporànies, amb una estètica propera a la del cinema. Als Països Catalans hi destaquen Lluís Pasqual, especialment a òperes de Verdi; Núria Espert, donant valor a òperes amb protagonistes femenines, com Elektra, Carmen o Turandot; i La Fura dels Baus, que ha aportat renovació visual i d'impacte tecnològic.

## A l'àmbit catalanoparlant
El Gran Teatre del Liceu de Barcelona s'ha renovat tècnicament per a poder mostrar les innovacions escèniques i tècniques a cada moment. Pel que fa a la direcció escènica, a més dels esmentats Pasqual i Espert es poden sumar les produccions dirigides per Calixto Bieito, sovint polèmiques, i el treball respecte al gènere que fa Carles Santos.